# Гандино
Гандѝно (на италиански: Gandino; на ломбардски: Gandì, Ганди) е градче и община в Северна Италия, провинция Бергамо, регион Ломбардия. Разположено е на 552 m надморска височина. Населението на общината е 5423 души (към 2017 г.).